# بيل دوجت
بيل دوجت (بالإنجليزية: Bill Doggett)‏ هو عازف بيانو أمريكي، ولد في 16 فبراير 1916 في فيلادلفيا في الولايات المتحدة، وتوفي في 13 نوفمبر 1996 في نيويورك في الولايات المتحدة بسبب نوبة قلبية.

## وصلات خارجية
- بيل دوجت على موقع الموسوعة البريطانية (الإنجليزية)
- بيل دوجت على موقع ميوزك برينز (الإنجليزية)
- بيل دوجت على موقع أول ميوزيك (الإنجليزية)
- بيل دوجت على موقع ديسكوغز (الإنجليزية)